# Карбонеро, Хоан
Хоан Стивен Карбонеро Баланта (исп. Johan Stiven Carbonero Balanta; род. 20 июля 1999, Сантандер-де-Киличао, Каука) — колумбийский футболист, нападающий клуба «Расинг» из Авельянеды.

## Клубная карьера
Карбонеро начал профессиональную карьеру в клубе «Онсе Кальдас». 4 февраля 2018 года в матче против «Хагуарес де Кордова» он дебютировал в Кубке Мустанга. 2 ноября в поединке Кубка Колумбии против «Атлетико Насьональ» Хоан забил свой первый гол за «Онсе Кальдас».

## Международная карьера
В 2019 года Карбонеро в составе молодёжной сборной Колумбии принял участие в молодёжном чемпионате Южной Америки в Чили. На турнире он сыграл в матчах против команд Боливии, Эквадора, Уругвая, Бразилии и дважды Венесуэлы.